# 水谷直人
水谷 直人（みずたに なおと、1989年4月2日 - ) は、日本の元プロボクサー。神奈川県横浜市出身。KG大和ボクシングジム所属。現マネージャー。弟は総合格闘家の水谷健人。

## 来歴
2001年、横浜市スピーチコンテストで最優秀市長賞受賞、ピースメッセンジャーとして日本ユニセフ協会へ1,350万円の募金を寄付。
神奈川県立希望ヶ丘高等学校卒業後、立教大学に入学、ボクシング部主将。
卒業後は横浜銀行に入社し、2012年12月、全日本社会人ボクシング選手権大会で準優勝。
2015年3月15日に刈谷市あいおいホールで武間陽央とスーパーバンタム級4回戦を戦い、4回3-0（40-36x2，40-37）判定勝ちでプロデビュー。
2015年9月29日に後楽園ホールで行われた「DANGAN140 C級トーナメント決勝」で井坂彰吾とバンタム級4回戦を行い、2ラウンド１分10秒KO勝ちし、MVP獲得。
2018年11月19日に後楽園ホールで行われた「A-sign.Bee17」のメインイベントで世界ランカーの赤穂亮とスーパーバンタム級8回戦を行い、6回2分45秒TKO負け。
2019年12月10日に後楽園ホールで日本スーパーバンタム級4位の岡本ナオヤと対戦して6回3-0（58-55×3）の判定勝ち。
2020年3月に新型コロナウイルス対策に伴い、緊急事態宣言の中でクラウドファンディングにより、地元の飲食店を支えるプロジェクトを実行。プロジェクトメンバーには、世界戦3階級王者八重樫東、横浜Fマリノスの栗原勇蔵、横浜DeNAベイスターズの荒波翔のスポーツ選手達も協力。親交あるシンガーソングライターTiAや実業家渡邉美樹も呼びかけに協力した。支援金は2,086,700円が集まる。
2021年1月29日に後楽園ホールで行われた「泉心会メディカルサービス presents 大和魂13」のメインイベントで54.5キログラム契約8回戦を行い、花森成吾に4ラウンド1分43秒TKO負け。
2021年8月4日に後楽園ホールで行われた54.5契約8回戦を行い、高木裕史に6ラウンド０分59秒TKO勝ち。
2022年3月2日に後楽園ホールで行われた「WATANABEPROMOTION＆DANGAN248」のメインイベントで濱口大樹に8回(80-72×3)で勝利。入場曲は、親交ある高橋まことが所属したBOØWYのDREAMINの予定だったが、手違いで流れなかった。
2022年6月23日に後楽園ホールで行われた「DANGAN251」のセミファイナルで世界ランカーの和氣慎吾に7ラウンド2分56秒TKO負け。この試合でも前回と同じBOØWYの曲で入場する予定も手違いで2試合連続の入場曲ミスが起きた。
2023年9月28日に後楽園ホールで行われた「パイオニアオブファイト.７＆大和魂」でワールドスポーツボクシングジムの森朝登に8回(73-78、74-77×2) で負け。試合後、後楽園ホールで引退を発表。
引退後は、KG大和ボクシングジム&フィットネスジムのマネージャーに就任。